# 라오
라오는 북두의권에 등장하는 등장인물이다.

## 외모
1. 금발
2. 신장 210 cm, 체중 145 kg
3. 극에 달하는 근육질 몸매
4. 아널드 슈워제네거와 비슷한 얼굴

## 인생
북두 4형제의 맏이. 신장 210 cm, 체중 145 kg. 북두신권 역사상 최강자라는 평가를 받았고 괴력의 소유자이며(그가 어렸을 때 이미 한 손에 토키를 들고 다른 손으로만 절벽을 탄 일화는 아주 유명하다.) 외공 이상으로 내공도 뛰어나 '천장분열'(일본어: 天将奔烈 덴쇼혼레쓰[*]과 같은 자신만의 오의(奧意)를 창안하여 이를 북두신권의 초식에 추가시키는 업적을 쌓았지만 비밀전승의 원칙을 무시하고 북두신권을 이용해서 세력을 모으려 한데다가 아무에게나 마구 북두의권의 기본초식을 전수하여 류켄에게 파문당했다. 그는 파문당한 뒤, 양아버지인 류켄을 죽이고 패업을 이루어 권왕이 된다.

### 어린 시절
유태인 여자 에리카의 쌍둥이 아들로 태어났다. 그 쌍둥이 형제는 카이오이며 친동생으로 토키가 있다. 켄시로, 효우 형제와는 이복형제이며 켄시로쪽이 카스미 켄시로의 적자, 라오쪽이 카스미 켄시로의 서자에 해당된다구요
라오는 어린 시절을 굉장히 불우하게 보냈다. 쌍둥이 카이오는 효우의 실력이 카이오의 실력에 비해 너무 일방적으로 모자란 탓에 항상 패배해주는 약속대련을 강요받아야 했다. 만약 이 과정에서 카이오가 효우를 이기는 날에는 라오와 토키는 쥬케이에게 살해당해야 했다. 그러던 어느 날 북두종가의 건물에 큰 화재가 발생했는데 에리카는 켄시로와 효우 형제를 구출하고 대신 희생했다. 이로 인하여 카이오는 더욱 불량한 심성을 갖게 되었다.

### 류켄의 제자가 되다
쥬케이는 후사가 없는 류켄으로부터 후계자가 될 아이들을 보내달라는 요청을 받았다. 북두 종가의 규정상 북두신권에서 계승자가 없을 경우 북두유가권에서 후계자를 보내줘야 한다는 규칙이 있었다. 그래서 쥬케이는 라오, 토키, 켄시로를 류켄에게 입양시켰다. 라오, 토키, 켄시로를 입양받은 류켄은 켄시로가 아기였던 관계로 켄시로를 평가 대상에서 제외한 채 라오와 토키를 절벽 아래로 데리고 가서 절벽 꼭대기에 먼저 도착하는 한 사람에게만 북두신권을 가르쳐준다고 했다. 이에 라오는 한 손으로 토키를 집어들고 다른 한 손으로만 절벽을 타서 결국 라오, 토키 둘 다 북두신권을 배울 수 있게 되었다. 그리고 라오는 류켄에게 '나 혼자 배울거면 나도 안배운다.'는 말을 했다.
이렇게 해서 라오와 토키는 같이 북두신권을 수련하게 되었다.

### 파문
북두신권은 수 많은 문하생들이 들어와서 계승자의 자격을 묻는 대련에서 패배하고 북두신권을 봉인당하며 추방당하는 일이 끝없이 반복되었다. 류켄은 끊임없이 뛰어난 자원을 물색하고 있었던 것이다. 이 과정에서 북두종가의 혈통이 아닌 일반인 출신의 쟈기가 끝까지 살아남았다. 그렇게 북두신권의 전승자 후보는 라오, 토키, 켄시로, 쟈기의 4명으로 압축되었다. 류켄은 켄시로와 쟈기에게 전승자가 되기 위한 최후의 결전을 마련한다. 이 대결에서 쟈기는 켄시로를 실컷 두들겨 팼으나 켄시로는 쟈기의 치명적 비공(제대로 공격당할 경우 갈비가 터져 죽게 된다.)에 강도를 낮춰서 멍만 들게 하고 쟈기를 살려줬다. 이에 쟈기는 북두신권의 전승자 후보에서 탈락했다. 토키는 오히려 가장 강력한 전승자 후보였으나 켄시로와 유리아를 구하기 위해 대피 방공호에 둘을 밀어 넣고 혼자서 방사능에 감염된 탓에 스스로 전승자가 되는 길을 포기했다.
결국 북두신권의 전승자 후보는 켄시로와 라오 단 둘만 남게 되었다. 라오는 북두신권을 이용하여 자신의 세력을 모으고 있었으며 이 때문에 류켄이 라오를 북두신권의 전승자 후보에서 제외시키자, 북두신권 전승자는 켄시로로 확정되었습니다.

### 권왕이 되기까지
이후 라오와 그의 부하들은 가는 곳마다 침범하며 정복사업을 벌이게 된다. 라오는 카산드라 공방전에서 그의 친구이자 참모인 쇼우가가 한쪽 다리를 잃었기 때문에 라오는 카산드라를 점령하면서 그 곳 사람들을 몰살시키며 더군다나 카산드라성 자체를 거대한 감옥으로 변모시키고 그 곳에 자신에게 반역하는 무리들을 감금시켰다. 이 과정에서 위글이라는 죄수의 실력을 크게 인정하여 죄수 신분을 갖고 있던 위글을 오히려 카산드라 감옥의 총책임자로 임명한다. 이후 라오는 사우더와 겨뤘는데 권법상으로는 라오가 사우더를 상대로 압승을 거뒀다. 사우더는 라오에게 패하고 고개를 숙인 채 피를 토하고 있었으나 사우더의 신체구조로 인하여 생명에 지장은 없었다. 사우더를 죽이는 데에 실패한 라오는 이후 권왕에 등극했다.

### 권왕이 된 이후
라오는 권왕이 된 이후 쟈기, 아미바, 유다 등의 권법가들을 부하로 삼고 자신의 세력을 넓히기 시작했다. 이 과정에서 라오는 파르코의 마을을 습격했으나 파르코가 자신의 한쪽 다리를 잘라서 라오에게 건네주며 자신의 마을만은 점령하지 말아달라고 간청했다. 이렇게까지 정성을 보인 파르코 앞에서 라오는 파르코의 간청을 들어줄 수 밖에 없었다. 라오는 파르코의 간청을 들어주면서 "그 다리의 가치는 이 마을 따위와는 비교할 바가 아니다."라고 말했다. 이 무렵 토키가 카산드라 감옥에 스스로 찾아왔다. 이 때문에 평소 토키를 만나고 싶어했던 켄시로로 하여금 카산드라 감옥을 평정하게 하는 상황이 발생했다. 라오로서는 가장 우려했던 상황이 발생한 것이다.
얼마 후 라오는 마을을 습격한 부하들을 뒤따라 가다 레이와 맞닥뜨려 레이를 손쉽게 제압했다. 이후 켄시로, 토키와 연달아 결전을 벌였으나 승부를 내지 못했다.
이후 사우더와의 일전으로 인하여 켄시로와 잠시 휴전 상태가 되었으며 사우더에게 패하고 잡혀간 켄시로가 시바의 도움으로 탈출하고 벌판에 쓰러져 있는 것을 발견해 자신의 성으로 데려가서 치료하기도 했다. 하지만 사우더가 사망하자 라오는 켄시로와 북두의권의 운명을 걸고 겨루게 된다.

### 말년
라오는 토키와의 일전에서 힘든 대결을 벌인 이후 남두 오차성을 파죽지세로 쓰러뜨렸다. 그러나 남두오차성이면서 자신의 친구인 쥬우더와 맞붙게 된 라오는 상황이 달라졌다. 서로 분전한 끝에 라오는 쥬우더가 방어 자체를 하지 않는다는 약점을 간파하고 이를 이용해 비공 해아문천정으로 쥬우더를 상대로 승리를 거둔다. 라오는 쥬우더를 살리고 싶어 필살기를 고의로 해아문천정으로 사용하여 쥬우더가 남두의 수장이 누구인지 자백해서 살길 바랬으나 쥬우더는 이런 라오의 호의를 거부하고 죽어갔다. 쥬우더를 스스로의 손으로 보낸 라오는 후도우와의 일전에서 공포에 떨었다. 그 공포를 극복하려 노력했으나 부하가 잘못 발사한 창에 후도우가 찔려 죽는 바람에 이 대결은 이루어지지 않은 채 종결된다.
남두오차성을 모두 제압한 라오는 켄시로와의 일전만을 남겨 놓고 있었다. 라오는 켄시로에게 대결과는 별개로 이 대결에서 자신이 패할 경우 켄시로에게 수라국을 평정해 줄 것을 부탁했다. 라오는 그 이후 이루어진 켄시로와의 격전에서 켄시로와 라오가 동시에 무상전생을 시전하였으나 간발의 차이로 패배하여 자결한다. 이로 인해 켄시로가 라오를 대신하여 수라국으로 가게 된다.

## 가족
- 카스미 켄시로 - 아버지
- 에리카 - 어머니
- 카이오 - 쌍둥이 형
- 토키 - 동생
- 류 - 라오의 유복자.

## 대전 상대
- 레이
  - 대전상대라고 할 것 조차 없을 정도로 실력차가 컸다. 라오는 레이를 일격에 쓰러뜨렸다.
- 사우더
  - 권법의 대결에서 압승. 그런데 사우더의 신체구조로 인하여 사우더를 살해하는 데에는 실패했다.
- 류켄
  - 류켄은 일자상전의 원칙을 지키기 위해 라오의 북두의권을 봉인하려 하지만 이에 라오가 반항한다. 결국 라오와 류켄은 서로 싸우게 되었으며 류켄은 라오에게 북두의권 오의 칠성점심을 사용하는 도중 노환으로 숨을 거둔다.
- 쥬우더
  - 절친으로서 남두오차성과 세기말 패자의 운명에 이끌려 겨뤘다. 공격력은 호각이였으나 쥬우더가 방어를 하지 않아 라오의 승리로 끝났다. 라오는 쥬우더에게 일말의 명분을 제공하여 살려보려고 했으나 쥬우더 스스로가 죽음을 택했다.
- 켄시로
  - 북두의권의 최후의 1인을 가리기 위해 둘은 맞붙었다. 켄시로가 북두 역사상 아무도 터득하지 못했다는 궁극오의(窮極奧意) 무상전생을 터득하자 라오도 남두오차성과의 결전과정에서 무상전생을 터득하여 무상전생의 대결을 벌이게 되고 이 대결에서 패배했다.